# Ptychochromis oligacanthus
Ptychochromis oligacanthus là một loài cá thuộc họ Cichlidae. Nó là loài đặc hữu của Madagascar. Các môi trường sống tự nhiên của chúng là sông và hồ nước ngọt.